# Eleição do Soviete Supremo da Geórgia em 1990
As eleições parlamentares foram realizadas na República Socialista Soviética da Geórgia em 28 de outubro de 1990, com um segundo turno em 11 de novembro. Foram as primeiras eleições parlamentares livres na Geórgia desde 1919 e viram a Geórgia Livre da Mesa Redonda emergir como o maior partido no Parlamento, com 155 dos 250 assentos. A participação eleitoral foi de 70%.
O parlamentar da Geórgia Zviad Gamsakhurdia foi posteriormente eleito pelo Congresso como presidente do Presidium do Conselho Supremo em 14 de novembro, tornando-se efetivamente o líder da Geórgia.
As eleições foram as primeiras na União Soviética em que os grupos de oposição foram registrados como partidos políticos formais. Em 9 de abril de 1991, a recém-eleita legislatura georgiana emitiu uma declaração de independência da Geórgia da URSS.